# Fatbike

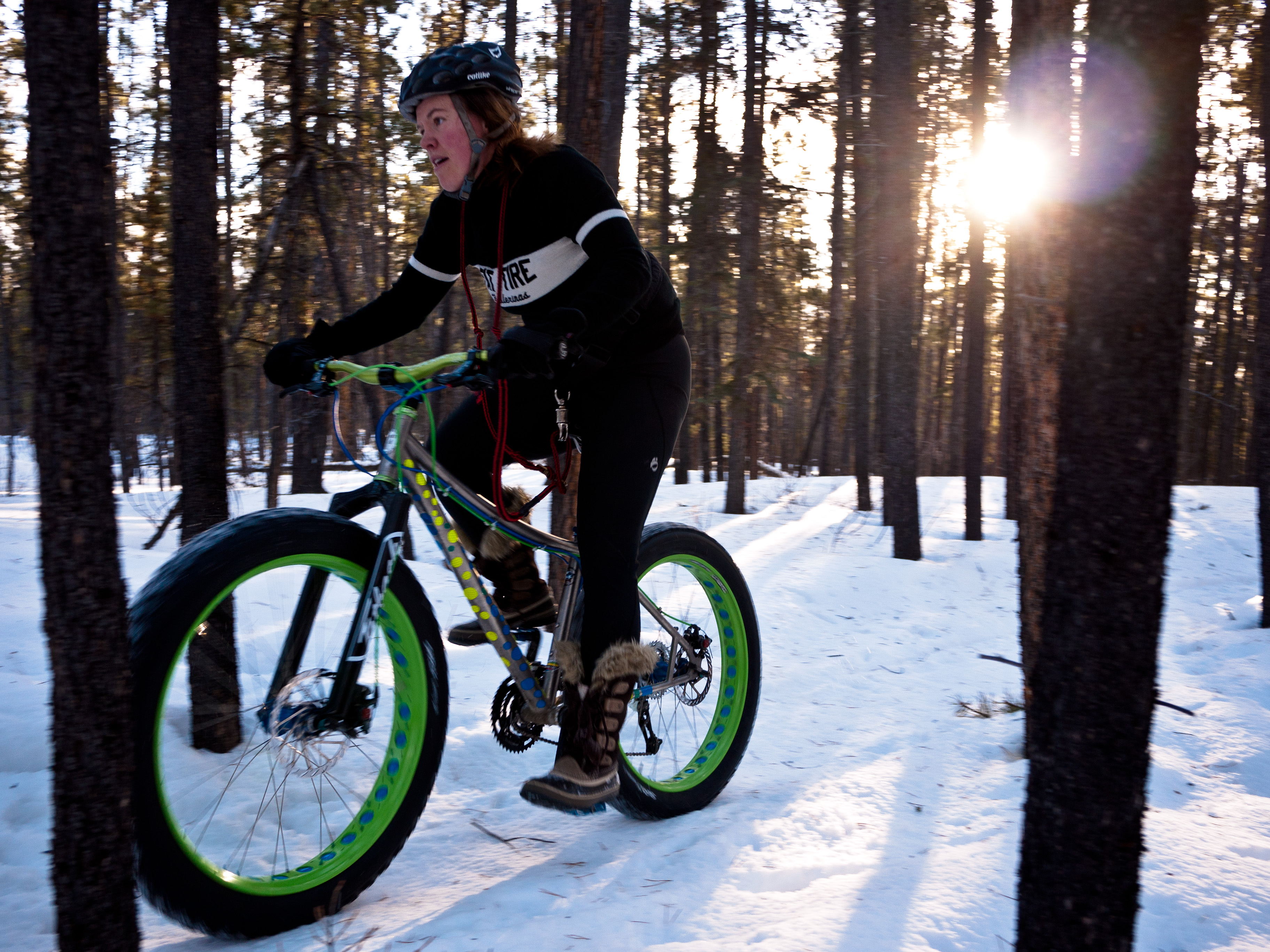
Fatbike utilizzata sulla neve

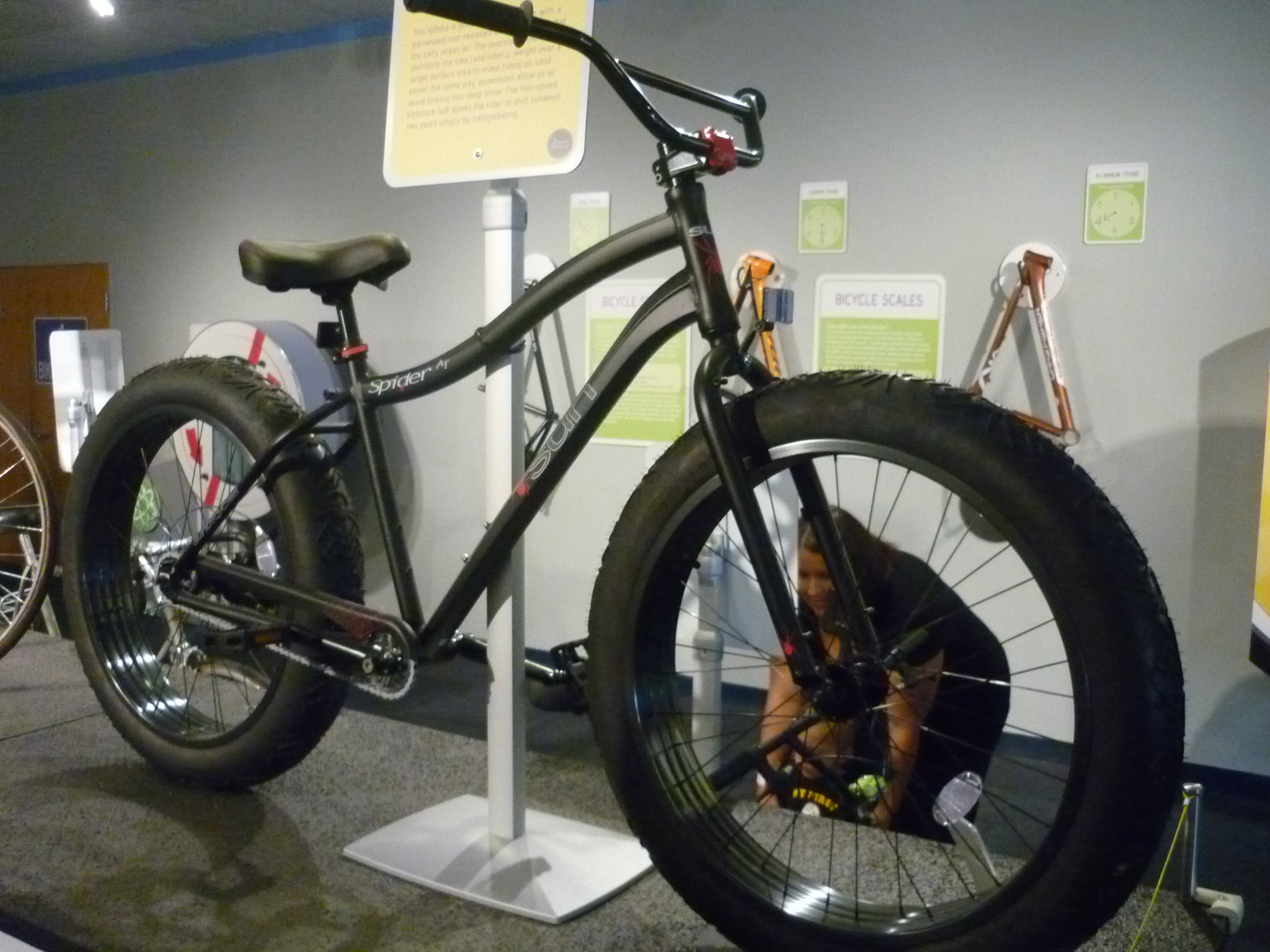
Copertoni Sun Spider AT, con ruote da 26 × 4 pollici, telaio in alluminio, cambio a 2 velocità, bici in esposizione al Carnegie Science Center di Pittsburgh, Pennsylvania.

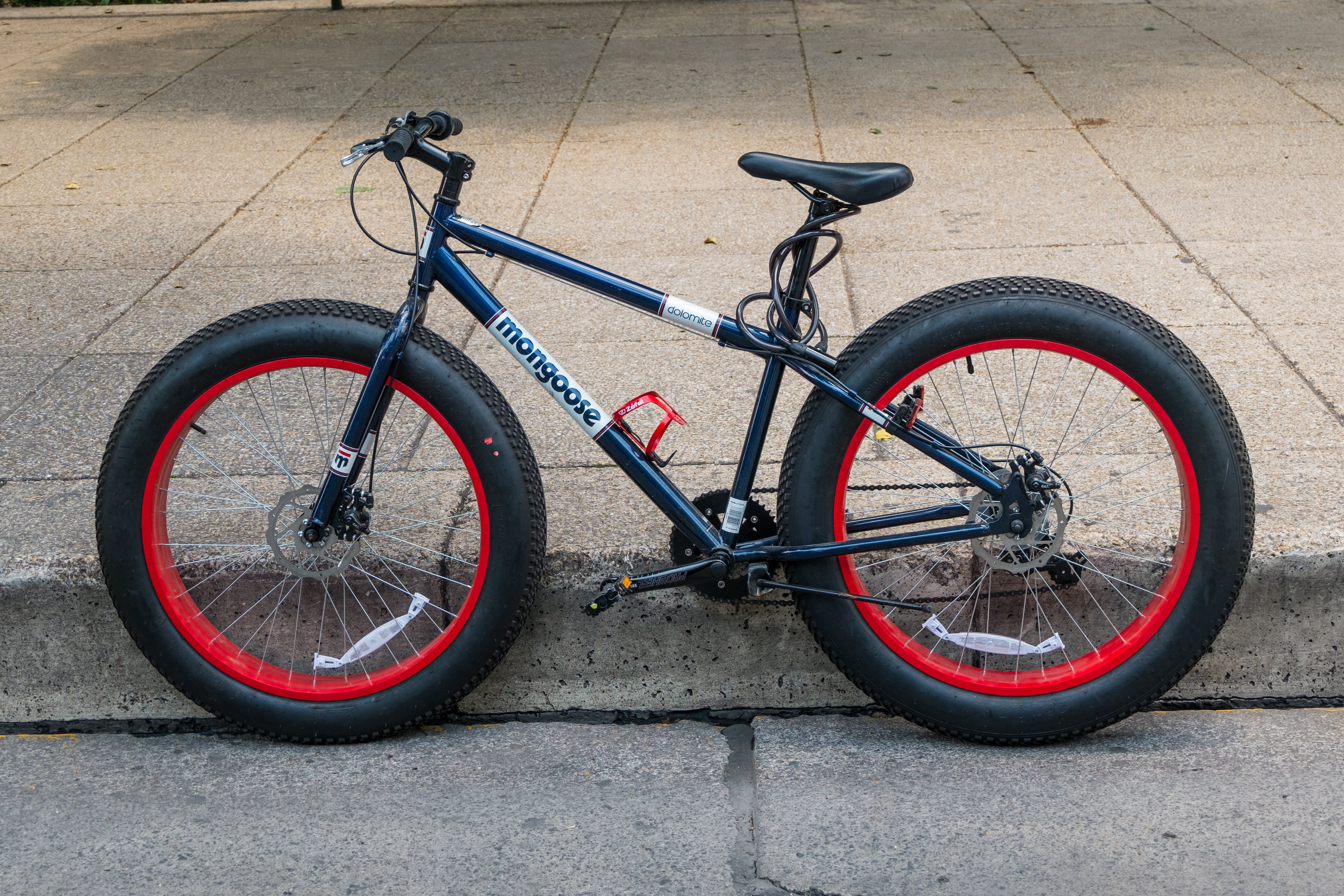
Fatbike a Città del Messico

La fatbike (o fat bike) è una bicicletta da fuoristrada o mountain bike con una larghezza dei copertoni maggiore del normale, che va da 3,8 pollici o più larghi e dei cerchi, che va da 2,6 pollici o più larghi, utilizzabili a pressioni minori per consentire una maggiore tenuta su terreni difficili, come la neve, la sabbia, le paludi e il fango. I telai sono costruiti appositamente con forcelle più larghe per far sì che le ruote più larghe possano girare senza attriti. Le ruote più larghe possono essere utilizzate a pressioni minori ad esempio a meno di 5 psi (0,34 bar) permettendo una migliore tenuta e una facilità per il superamento degli ostacoli. Una pressione di 8–10 psi (0,55–0,69 bar) è adatta per la maggior parte delle persone.

## Terminologia
Le fatbike sono anche chiamate "bici dalle ruote grosse", "bici da sabbia" o "bici da neve". Spesso si fa riferimento a questo sport come "sport invernale" o "mountain bike invernale".

## Utilizzo
Le fatbike sono state inventate per essere utilizzate sui sentieri innevati e per le gare in Alaska sull'Iditarod Trail e in contemporanea per girare nei deserti del Nuovo Messico. Sono bici molto versatili, in grado di affrontare diversi tipi di terreni, quali la neve, la sabbia, il deserto, la palude, il fango o anche solo i sentieri per le normali mountain bike . In alcuni paesi sono stati costruiti dei sentieri sulla neve dedicati a questo tipo di bicicletta.

## Storia

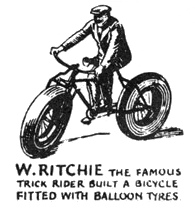
Figura tratta da "Strange but True!", presso Currys Ltd in "the cycling press", prima del 1932

Anche se le prime versioni di bici con le ruote grosse furono probabilmente costruite in un numero limitato nei primi anni del 1900, le prime Fatbike furono sviluppate negli anni '80. La prima Fatbike moderna venne progettata dal ciclista francese Jean Naud nel 1980. La utilizzò da Zinder in Nigeria fino a Tamanrasset in Algeria. Una più recente Fatbike fu utilizzata nel 1986, attraversando il Sahara con delle gomme prototipo della Michelin. Alla fine degli anni '80, i costruttori di telai dell'Alaska, incominciarono a sperimentare con componenti personalizzati e nuove configurazioni, progettate per ottenere una grande superficie di contatto dello pneumatico sulla neve. Steve Baker, con Icycle Bicyles di Anchorage, iniziò a saldare due o tre cerchioni insieme e costruì diversi telai e forcelle speciali per permettere di ospitarli. Roger Cowles (in sella alla sua famosa "6 Pack"), Mark Frise, Dan Bull e un altro biker fecero tutto il sentiero Iditarod Trail da Knik a Nome nel 1989.
Contemporaneamente, nel New Mexico, Ray Molina aveva commissionato i cerchioni Remolino 3,1 pollici, le gomme 3,5 pollici, e telai appositi per quelle ruote. Voleva le bici per le sue visite guidate nei ruscelli e nelle dune di soffice sabbia del sud- ovest del Messico. Mark Gronewald, proprietario della Wildfire Designs Bicycles di Palmer in Alaska, incontrò Molina all'Interbike di Las Vegas del 1999 e provò uno dei prototipi di Molina. Alla fine del 1999, Gronewald e un altro costruttore di telai dell'Alaska, John Evingson, collaborarono per progettare e costruire diverse bici con le ruote di Molina. Gronewald e Evington iniziarono poi a produrre la loro linea di biciclette con le ruote grosse nel 2000. Cerchi e gomme vennero importati in Alaska, dove Wildfire e Evington iniziarono a fare piccole produzioni artigianali e telai su misura appositi per le ruote Remolino con cerchio da 80 mm e gomma da 3,5 pollici. Gronewald coniò il marchio "Fat Bike" nel 2001 e lo utilizzò come nome per le sue bici. Gronewald originariamente lavorò con Palmer Machinery per le saldature e in seguito con il costruttore di telai Mike DeSalvo al DeSalvo Cyles di Ashland, Oregon. Gronewald continuò a vendere le sue fatbike originali fino al 2011. Il progetto di Gronewald era caratterizzato da una ruota anteriore con mozzo da 18 mm e un telaio costruito per l'intera gamma di cambi, siccome utilizzò mozzi e movimenti centrali in uso all'epoca.
Le bici di Wildfire e Evington vennero utilizzate nelle gare sull'Iditarod Trail a partir dal 2000. Sempre nello stesso anno, Mike Curiak dal Colorado registrò un record sull'Iditarod Trail durante la IditaSport Extreme Race da Nome su una bici Marin modificata con ruote Remolino. Surly Bikes mise in commercio il telaio Pugsley, nel 2005, e iniziò a produrre i cerchioni Large Marge da 65 mm e le gomme Endomorph da 3,8 pollici nel 2006. Il telaio, il cerchione e la gomma Pugsley offrivano Fatbike disponibili nei negozi locali per tutto il mondo.  Pugsley bikes offriva anche ruote complete e telai su misura.
Un'altra versione recente delle Fatbike è una normale mountain bike con le ruote SnowCat, create da Simon Rakower di All-Weather Sports a Fairbanks, in Alaska all'inizio degli anni '90; o con due o tre gomme montate su un cerchione dopo essere state saldate o bloccate assieme. Raker fu coinvolto nel supporto degli aspetti tecnici alla gara Iditabike (in seguito IditaSport) , che iniziò nel 1987. Dal 2002 la gara si volge sempre sullo stesso sentiero con il nome di Iditarod Trail Invitational (ITI). Rakower iniziò la costruzione a mano dei cerchi larghi per i partecipanti della competizione saldando insieme due cerchi e togliendo il bordo centrale conosciuto come il cerchio SnowCat da 44 mm.  S. Raker produsse questi cerchi dal 1991 fino al 1999. Alcuni bikers all' Iditarod Trail usarono una gomma Geax con il cerchio SnowCat. Alcuni appassionati iniziarono a tagliare le carcasse degli pneumatici, cucendoli assieme per utilizzare tutto lo spazio disponibile tra i foderi del telaio; queste gomme e questi cerchioni massimizzarono la superficie di appoggio delle ruote, aumentando il galleggiamento sui sentieri innevati. Poco dopo, Rakower decise di progettare e produrre da zero un cerchio da 44 mm. Le SnowCats rivoluzionarono il ciclismo in inverno, in quanto si potevano montare su qualsiasi mountain bike.
Mike Curiak del Colorado registrò un record sull'Iditarod Trail nella gara del 2000 a Nome.  Surly Bikes iniziò a produrre i telai Pugsley nel 2005 e iniziò la produzione dei cerchi Large Marge da 65 mm rima e le gomme Endomorph da 3,8 pollici nel 2006. Il telaio, il cerchione e la gomma Pugsley offrivano Fatbike disponibili nei negozi locali per tutto il mondo .Pugsley bikes offriva anche ruote complete e telai su misura. Fatback Bikes arrivò online nel 2007 aggiungendo la fat bike in carbonio Corvus. Un altro brand dell'Alaska, 9:zero:7 iniziò a offrire fat bike in carbonio nel 2010. Altre aziende di bici, hanno iniziato recentemente la produzione di Fatbike, inclusi marchi come Trek, con la Farley, Salsa con la Beargrease e la Mukluk, e Specialized con la Fatboy e On=One con la Fatty. Altri si sono aggiunti dal 2014 come Rocky Mountain, Felt, Kona, Pivot, Devinci e altri. Nel Dicembre 2012 Eric Larsen (Polar Explorer) tentò di andare con una Fatbike al Polo Sud. Fece un quarto della strada prima di dover tornare indietro. Nel 2013 e nel 2014 ci sono state tre spedizioni ciclistiche per il Polo Sud. Maria Leijerstam diventò la prima persona a raggiungere il Polo Sud in bici, attraverso la strada South Pole Traverse.  Lei utilizzò un triciclo con le ruote delle Fatbike. Juan Menéndez Granados utilizzò una Fatbike per raggiungere il Polo Sud. Il 21 Gennaio 2014, Daniel P. Burton diventò la prima persona ad attraversare l'Antartide fino al Polo Sud con una Fatbike. Burton partì da Hercules Inlet, percorse in bici 775 miglia fino al Polo Sud. Utilizzò una Fatbike Borealis Yampa con ruote della larghezza di 4,8 pollici. La gara Iditarod Trail Invitational (adesso rinominato Iditabike e Iditasport Extreme e Iditasport Impossible) in Alaska è diventato un evento internazionale ed è l'evento principale di Fabike, con le sue corse da 130, 350 e 1000 miglia. Questo evento ha fatto sì che venissero creati molti altri grandi eventi invernali negli Stati Uniti, in Canada e in Europa, valevoli come qualificazioni per l'Iditarod Trail Invitational.

## Ruote e dimensione delle Fatbike
- cerchioni da 26+: 26" , larghezza >35mm, solitamente di 50mm. Larghezza tipica dei copertoni >2.5", e.g. 2.8", 3.0".
- cerchioni da 27,5+/650+: 27,5" , larghezza >35mm, solitamente di 50mm. Larghezza tipica dei copertoni >2.5", e.g. 2,7"-3,25".
- Cerchioni da 29+: 29" , larghezza >35mm.  Larghezza tipica dei copertoni sopra ai 3.0".
- XL: cerchioni da 26" , larghezza 60mm-103mm.  Larghezza tipica dei copertoni >3.5", e.g. 3.8", 4,5", 4,8".
- 2XL: cerchioni da 26" , larghezza 80-103mm. Larghezza dei copertoni >5.0".

## Eventi
Dalla diffusione delle Fatbike, sono nati degli eventi dedicati appositamente a questa categoria (gare, campionati, tour, e festival). Esempi possono essere il Global Fatbike Summit (dal 2012), la Fatbike Birkie race che fa parte del circuito Great Lakes Fatbike Series (stagioni 2014-2015: 8 gare disputate su 3 stati), la US Open Fatbike Beach Championships (dal 2015), la USA Cycling Fat Bike National Championship (dal 2015),,la 45Nrth Fatbike Triple Crown Race Series e la Mahikan Race.